# Veslud
Veslud ist eine französische Gemeinde mit 269 Einwohnern (Stand 1. Januar 2022) im Département Aisne in der Region Hauts-de-France (vor 2016 Picardie). Sie gehört zum Arrondissement Laon und zum Kanton Laon-2.

## Lage
Die Gemeinde Veskud liegt am Nordostrand des Höhenzuges Chemin des Dames an der ehemaligen Römerstraße von Reims nach Vermand, zehn Kilometer südöstlich von Laon. Nachbargemeinden von Veslud sind Eppes im Norden, Festieux im Osten, Montchâlons im Süden sowie Parfondru im Westen.

## Bevölkerungsentwicklung
| Jahr                       | 1962 | 1968 | 1975 | 1982 | 1990 | 1999 | 2006 | 2014 | 2022 |
| Einwohner                  | 274  | 252  | 213  | 247  | 222  | 252  | 240  | 240  | 269  |
| Quellen: Cassini und INSEE |      |      |      |      |      |      |      |      |      |

## Sehenswürdigkeiten

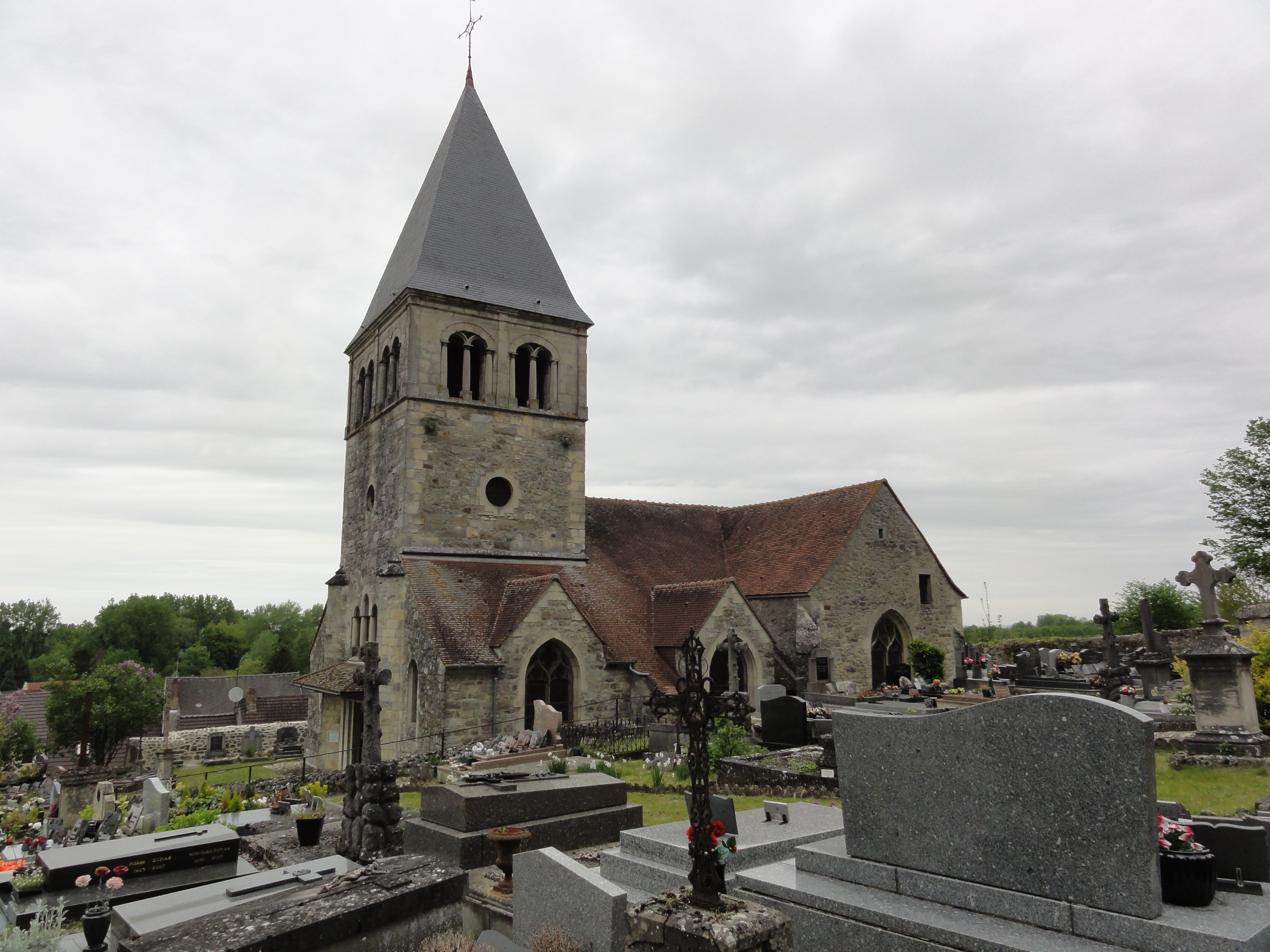
Kirche Mariä Heimsuchung
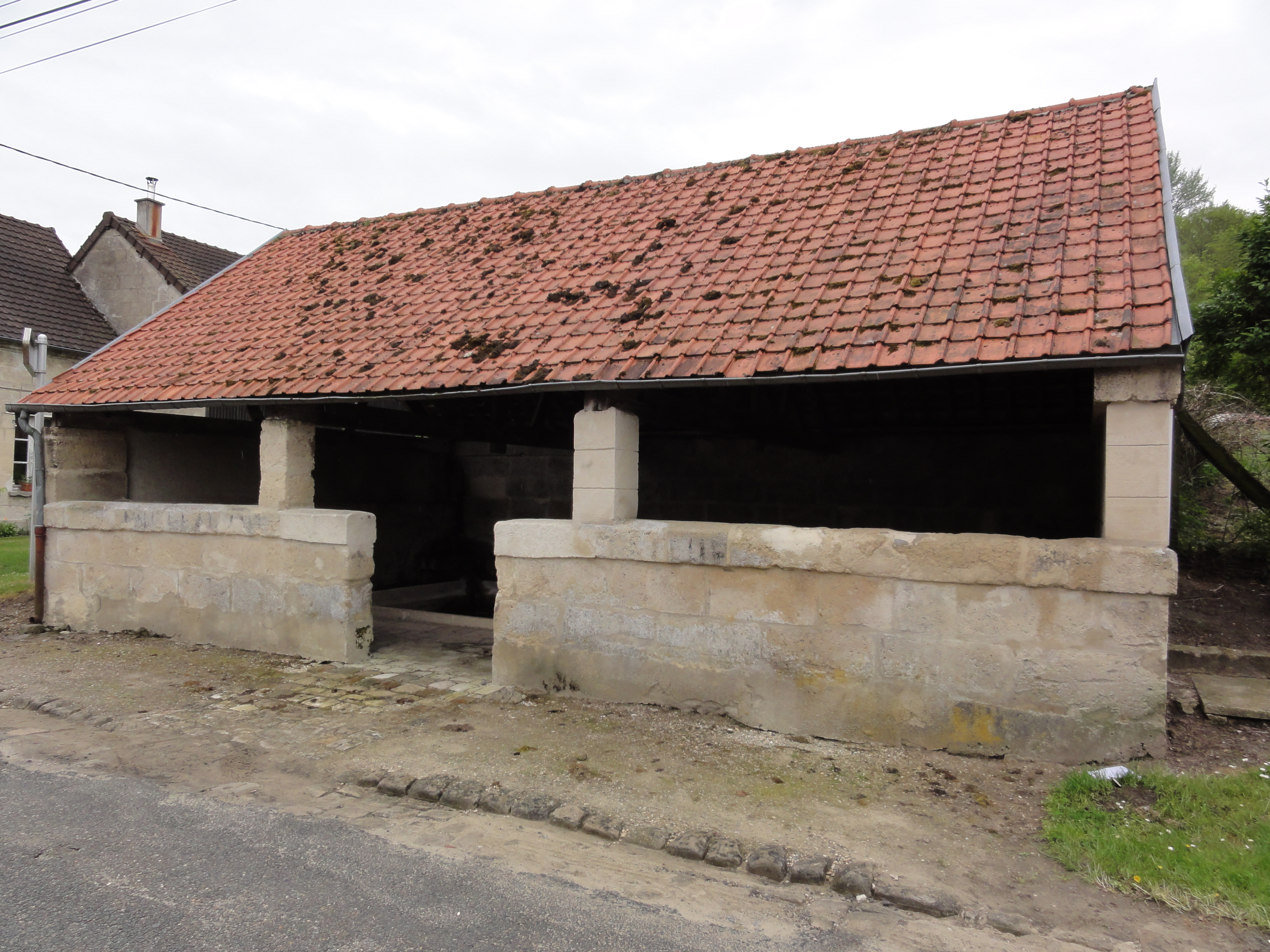
Lavoir
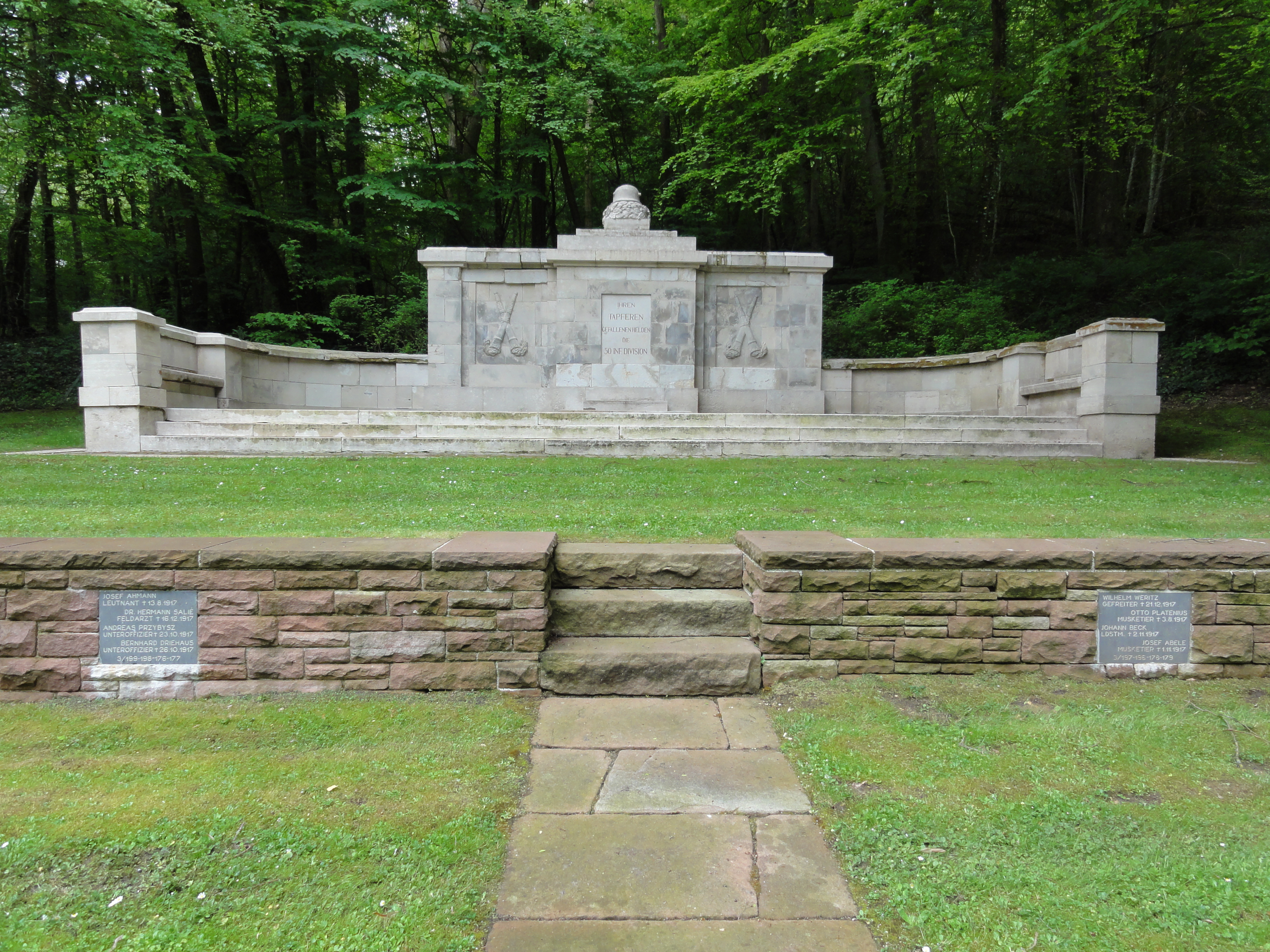
Deutscher Soldatenfriedhof

- Kirche Mariä Heimsuchung
- Lavoir
- Deutscher Soldatenfriedhof